# Torreilles
Torreilles  est une commune française située dans le nord-est du département des Pyrénées-Orientales, en région Occitanie. Sur le plan historique et culturel, la commune est dans le Roussillon, une ancienne province du royaume de France, qui a existé de 1659 jusqu'en 1790 et qui recouvrait les trois vigueries du Roussillon, du Conflent et de Cerdagne.
Exposée à un climat méditerranéen, elle est drainée par l'Agly et par divers autres petits cours d'eau. La commune possède un patrimoine naturel remarquable : deux sites Natura 2000 (le « complexe lagunaire de Salses » et le « complexe lagunaire de Salses-Leucate »), un espace protégé (« le Bourdigou ») et deux zones naturelles d'intérêt écologique, faunistique et floristique.
Torreilles est une commune urbaine et littorale qui compte 3 793 habitants en 2022, après avoir connu une forte hausse de la population depuis 1975. Elle est dans l'agglomération de Saint-Laurent-de-la-Salanque et fait partie de l'aire d'attraction de Perpignan. Ses habitants sont appelés les Torreillans ou  Torreillanes.

## Géographie

### Localisation
La commune de Torreilles se trouve dans le département des Pyrénées-Orientales, en région Occitanie.
Elle se situe à 10 km à vol d'oiseau de Perpignan, préfecture du département, et à 2 km de Saint-Laurent-de-la-Salanque, bureau centralisateur du canton de la Côte salanquaise dont dépend la commune depuis 2015 pour les élections départementales.
La commune fait en outre partie du bassin de vie de Saint-Laurent-de-la-Salanque.
Les communes les plus proches sont : 
Saint-Laurent-de-la-Salanque (2,1 km), Villelongue-de-la-Salanque (3,1 km), Claira (3,2 km), Sainte-Marie-la-Mer(3,6 km), Saint-Hippolyte (3,9 km), Le Barcarès (5,0 km), Canet-en-Roussillon (5,6 km), Bompas (5,6 km).
Sur le plan historique et culturel, Torreilles fait partie de l'ancienne province du royaume de France, le Roussillon, qui a existé de 1659 jusqu'à la création du département des Pyrénées-Orientales en 1790 et qui recouvrait les trois vigueries du Roussillon, du Conflent et de Cerdagne.

### Communes limitrophes
Les communes limitrophes sont  Claira, Le Barcarès, Saint-Laurent-de-la-Salanque, Sainte-Marie-la-Mer et Villelongue-de-la-Salanque.
| Saint-Laurent-de-la-Salanque | Le Barcarès         |                  |
| Claira                       | Torreilles          | Mer Méditerranée |
| Villelongue-de-la-Salanque   | Sainte-Marie-la-Mer |                  |

### Géologie et relief
La commune est classée en zone de sismicité 3, correspondant à une sismicité modérée.

### Hydrographie
La commune de Torreilles est traversée par un fleuve, l'Agly, une rivière, le Bourdigou, ainsi que par deux canaux hydrauliques d'irrigation, l'Agulla dels Cirerers et l'Agulla de l'Auca.

#### Transports
La ligne 12 du réseau urbain Sankéo relie la commune à la gare de Perpignan et au-delà à Canohès.

#### Voies cyclables
La ville est traversée par la Vélittorale qui conduit du Barcarès à Canet-Plage. Au niveau de sa frontière avec Saint-Laurent-de-la-Salanque se trouve également la voie verte de l'Agly, reliant le Barcarès à Rivesaltes, plus dans les terres.

### Climat
Pour des articles plus généraux, voir Climat de l'Occitanie et Climat des Pyrénées-Orientales.
En 2010, le climat de la commune est de type climat méditerranéen franc, selon une étude du CNRS s'appuyant sur une série de données couvrant la période 1971-2000. En 2020, Météo-France publie une typologie des climats de la France métropolitaine dans laquelle la commune est exposée à un climat méditerranéen et est dans la région climatique Provence, Languedoc-Roussillon, caractérisée par une pluviométrie faible en été, un très bon ensoleillement (2 600 h/an), un été chaud (21,5 °C), un air très sec en été, sec en toutes saisons, des vents forts (fréquence de 40 à 50 % de vents > 5 m/s) et peu de brouillards.
Pour la période 1971-2000, la température annuelle moyenne est de 15,1 °C, avec une amplitude thermique annuelle de 15,4 °C. Le cumul annuel moyen de précipitations est de 547 mm, avec 5,3 jours de précipitations en janvier et 2,4 jours en juillet. Pour la période 1991-2020, la température moyenne annuelle observée sur la station météorologique installée sur la commune est de 15,5 °C et le cumul annuel moyen de précipitations est de 554,7 mm,. Pour l'avenir, les paramètres climatiques de la commune estimés pour 2050 selon différents scénarios d’émission de gaz à effet de serre sont consultables sur un site dédié publié par Météo-France en novembre 2022.
| Mois                                  | jan.          | fév.          | mars            | avril         | mai            | juin          | jui.          | août          | sep.            | oct.            | nov.          | déc.          | année     |
| ------------------------------------- | ------------- | ------------- | --------------- | ------------- | -------------- | ------------- | ------------- | ------------- | --------------- | --------------- | ------------- | ------------- | --------- |
| Température minimale moyenne (°C)     | 4,3           | 4,5           | 7               | 9,1           | 12,6           | 16,5          | 18,8          | 18,7          | 15              | 12,1            | 7,6           | 4,7           | 10,9      |
| Température moyenne (°C)              | 8,5           | 8,9           | 11,6            | 13,7          | 17,1           | 21,3          | 23,7          | 23,6          | 20              | 16,5            | 11,9          | 9             | 15,5      |
| Température maximale moyenne (°C)     | 12,7          | 13,2          | 16,1            | 18,3          | 21,7           | 26            | 28,6          | 28,5          | 25              | 20,8            | 16,2          | 13,2          | 20        |
| Record de froid (°C) date du record   | −9 16.01.1985 | −8,1 27.02.18 | −6,1 11.03.10   | −1,4 08.04.21 | 2,9 12.05.1985 | 6,7 12.06.19  | 11 12.07.1990 | 8 30.08.1985  | 5 19.09.22      | 0,8 31.10.1997  | −6 22.11.1998 | −5,8 21.12.09 | −9 1985   |
| Record de chaleur (°C) date du record | 24,3 26.01.24 | 25,7 03.02.20 | 28,1 17.03.1997 | 29,7 08.04.11 | 34,1 29.05.01  | 39,3 28.06.19 | 39,6 15.07.22 | 38,4 04.08.18 | 36,2 25.09.1983 | 32,5 03.10.1985 | 26,8 15.11.15 | 24 18.12.1989 | 39,6 2022 |
| Précipitations (mm)                   | 58,1          | 38,6          | 40,4            | 49,7          | 42,3           | 21,6          | 13,8          | 25            | 51,5            | 87,8            | 75,9          | 50            | 554,7     |

### Milieux naturels et biodiversité

#### Espaces protégés
La protection réglementaire est le mode d’intervention le plus fort pour préserver des espaces naturels remarquables et leur biodiversité associée,.
Un  espace protégé est présent sur la commune : 
« le Bourdigou », un terrain acquis par le Conservatoire du Littoral, d'une superficie de 73,9 ha,.

#### Réseau Natura 2000

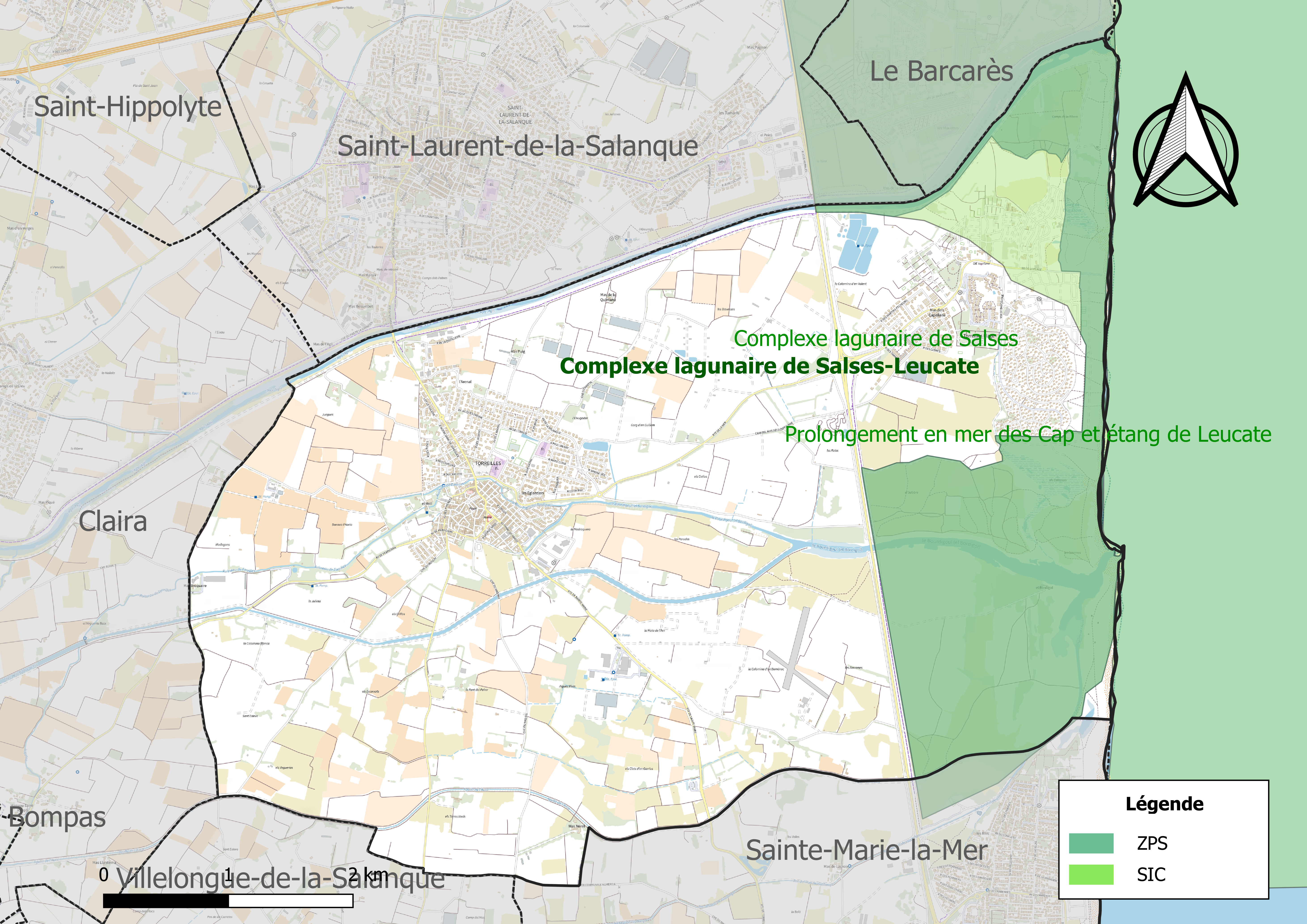
Site Natura 2000 sur le territoire communal.

Le réseau Natura 2000 est un réseau écologique européen de sites naturels d'intérêt écologique élaboré à partir des directives habitats et oiseaux, constitué de zones spéciales de conservation (ZSC) et de zones de protection spéciale (ZPS).
Un site Natura 2000 a été défini sur la commune au titre de la directive habitats.
- le « complexe lagunaire de Salses », d'une superficie de 7 818 ha, une zone littorale associant des milieux dunaires caractéristiques du littoral roussillonnais et des milieux humides littoraux. Elle comporte plusieurs bassins différemment alimentés en eau ce qui favorise l'installation de formations végétales très variées, tant aquatiques, herbiers de Zostère naine, tapis de charas, que palustres, sansouires, roselières, scirpes, jonçaies[21] et  au titre de la directive oiseaux[20]
- le « complexe lagunaire de Salses-Leucate », d'une superficie de 7 701 ha, comprend un ensemble de zones humides périphériques plus ou moins salées (sansouires, roselières) et plusieurs îlots suffisamment isolés et quelques espaces dunaires qui constituent des espaces de grand intérêt pour la nidification de diverses espèces de grand intérêt patrimonial (Butor étoilé, Sterne naine...)[22].

#### Zones naturelles d'intérêt écologique, faunistique et floristique
L’inventaire des zones naturelles d'intérêt écologique, faunistique et floristique (ZNIEFF) a pour objectif de réaliser une couverture des zones les plus intéressantes sur le plan écologique, essentiellement dans la perspective d’améliorer la connaissance du patrimoine naturel national et de fournir aux différents décideurs un outil d’aide à la prise en compte de l’environnement dans l’aménagement du territoire.
Une ZNIEFF de type 1 est recensée sur la commune :
l'« embouchures de l'Agly, du Bourdigou et de l'Auque » (488 ha), couvrant 4 communes du département et une ZNIEFF de type 2, : 
le « lido et marais de Toreilles » (703 ha), couvrant 4 communes du département.

Carte des ZNIEFF de type 1 et 2 à Torreilles.
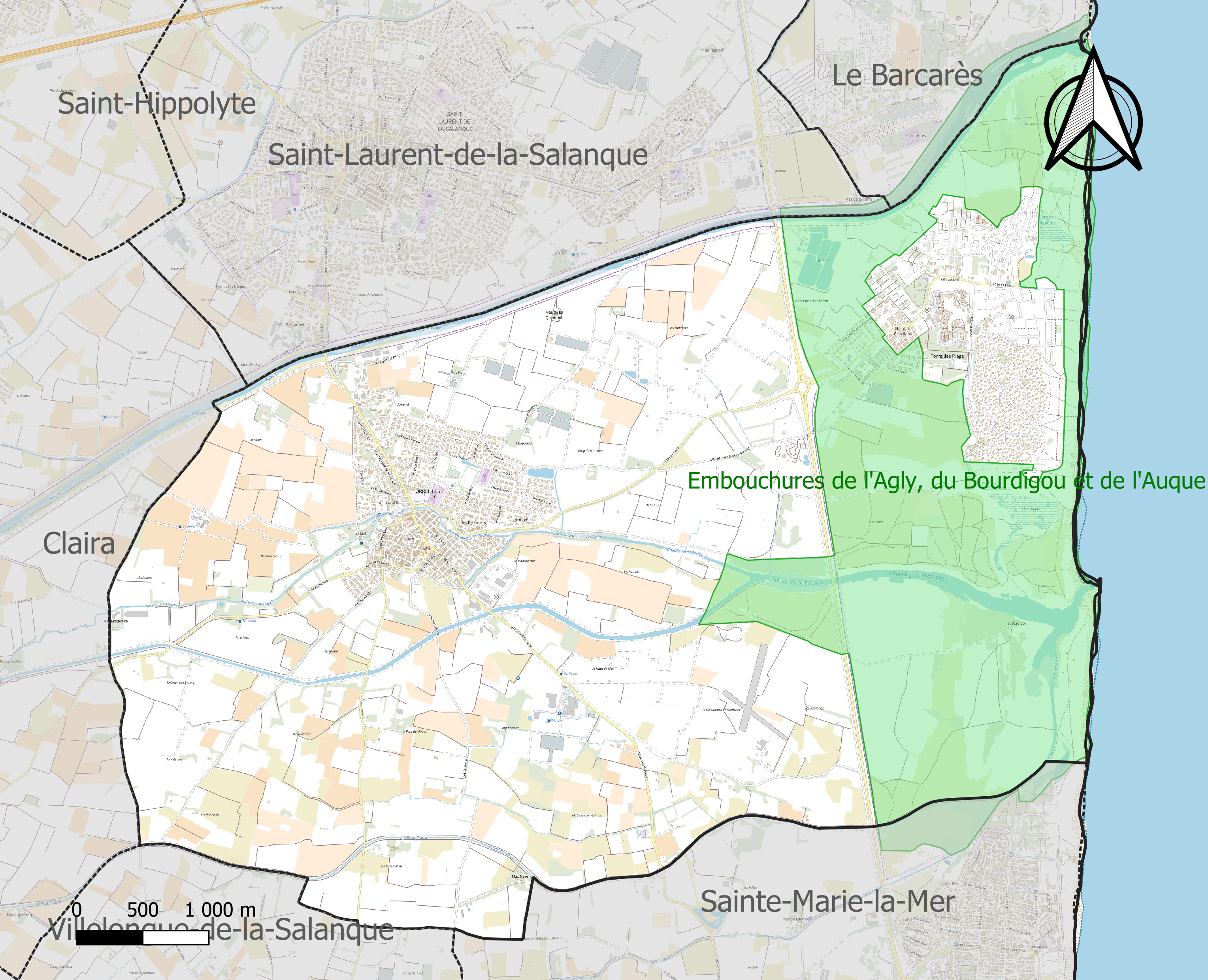
Carte de la ZNIEFF de type 1 sur la commune.
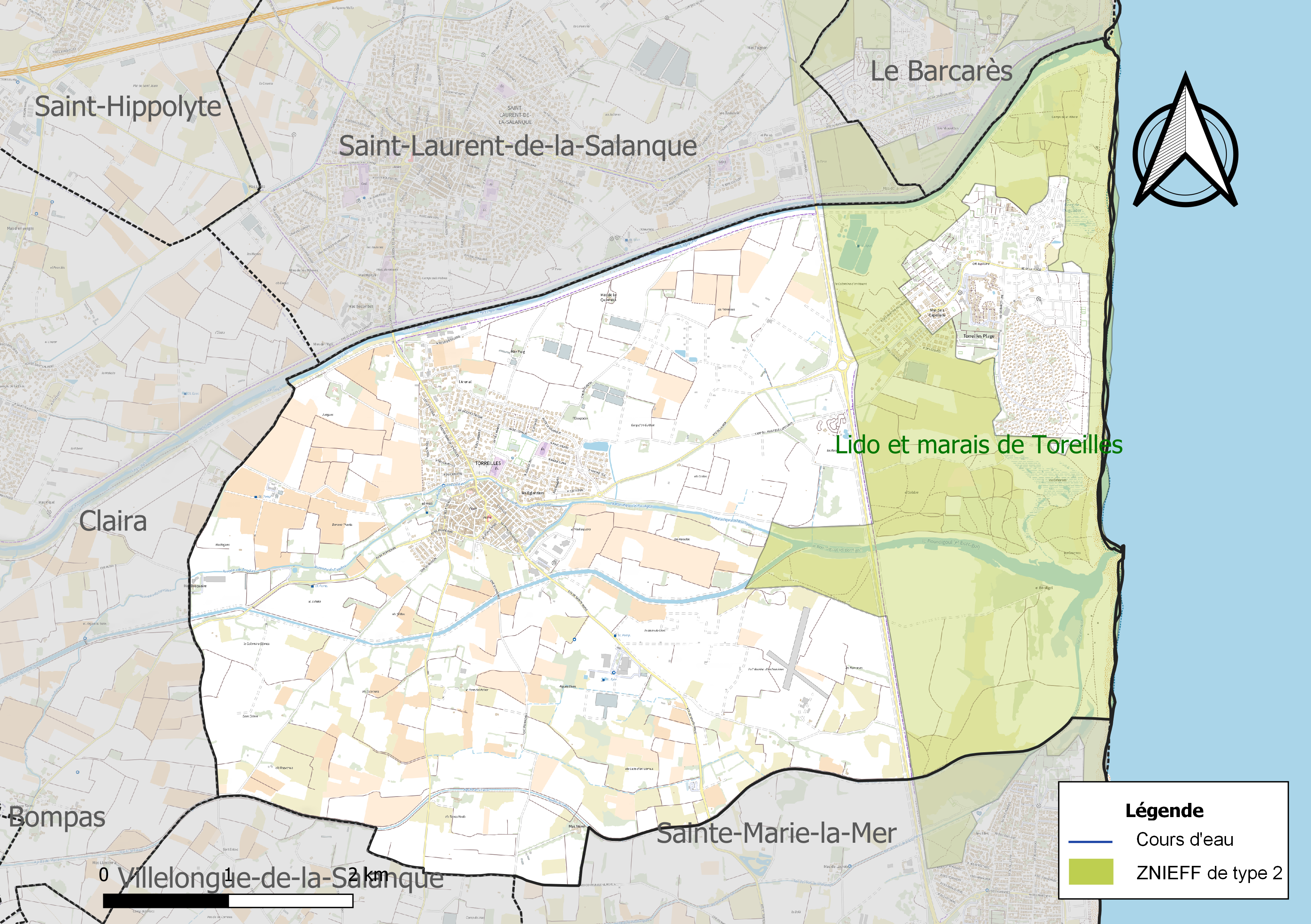
Carte de la ZNIEFF de type 2 sur la commune.

## Urbanisme

### Typologie
Au 1er janvier 2024, Torreilles est catégorisée ceinture urbaine, selon la nouvelle grille communale de densité à sept niveaux définie par l'Insee en 2022.
Elle appartient à l'unité urbaine de Saint-Laurent-de-la-Salanque, une agglomération inter-départementale regroupant quatre  communes, dont elle est une commune de la banlieue,,. Par ailleurs la commune fait partie de l'aire d'attraction de Perpignan, dont elle est une commune de la couronne,. Cette aire, qui regroupe 118 communes, est catégorisée dans les aires de 200 000 à moins de 700 000 habitants,.
La commune, bordée par la mer Méditerranée, est également une commune littorale au sens de la loi du 3 janvier 1986, dite loi littoral. Des dispositions spécifiques d’urbanisme s’y appliquent dès lors afin de préserver les espaces naturels, les sites, les paysages et l’équilibre écologique du littoral, tel le principe d'inconstructibilité, en dehors des espaces urbanisés, sur la bande littorale des 100 mètres, ou plus si le plan local d’urbanisme le prévoit.

### Occupation des sols
L'occupation des sols de la commune, telle qu'elle ressort de la base de données européenne d’occupation biophysique des sols Corine Land Cover (CLC), est marquée par l'importance des territoires agricoles (62,7 % en 2018), en diminution par rapport à 1990 (82,6 %). La répartition détaillée en 2018 est la suivante : 
zones agricoles hétérogènes (60 %), milieux à végétation arbustive et/ou herbacée (9,7 %), espaces verts artificialisés, non agricoles (8,3 %), zones urbanisées (6,2 %), zones humides côtières (4,7 %), zones industrielles ou commerciales et réseaux de communication (4,1 %), espaces ouverts, sans ou avec peu de végétation (3,2 %), cultures permanentes (2,7 %), eaux maritimes (0,9 %). L'évolution de l’occupation des sols de la commune et de ses infrastructures peut être observée sur les différentes représentations cartographiques du territoire : la carte de Cassini (XVIIIe siècle), la carte d'état-major (1820-1866) et les cartes ou photos aériennes de l'IGN pour la période actuelle (1950 à aujourd'hui).

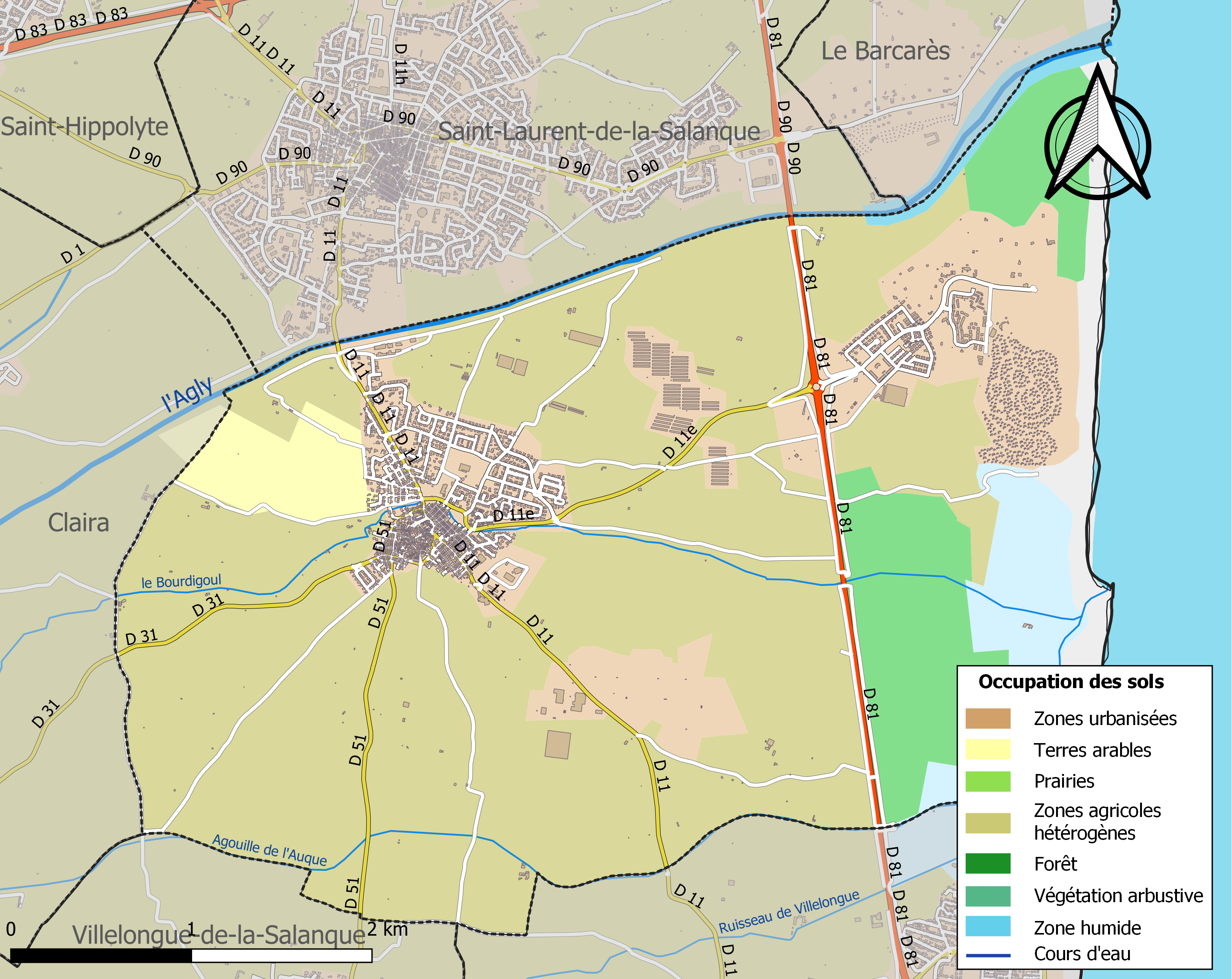
Carte des infrastructures et de l'occupation des sols de la commune en 2018 (CLC).

### Risques majeurs
Le territoire de la commune de Torreilles est vulnérable à différents aléas naturels : inondations, climatiques (grand froid ou canicule), mouvements de terrains et séisme (sismicité modérée). Il est également exposé à un risque technologique, la rupture d'un barrage,.

#### Risques naturels
Certaines parties du territoire communal sont susceptibles d’être affectées par le risque d’inondation par crue torrentielle de cours d'eau du bassin de l'Agly. La commune fait partie du territoire à risques importants d'inondation (TRI) de Perpignan-Saint-Cyprien, regroupant 43 communes du bassin de vie de l'agglomération perpignanaise, un des 31 TRI qui ont été arrêtés le 12 décembre 2012 sur le bassin Rhône-Méditerranée. Des cartes des surfaces inondables ont été établies pour trois scénarios : fréquent (crue de temps de retour de 10 ans à 30 ans), moyen (temps de retour de 100 ans à 300 ans) et extrême (temps de retour de l'ordre de 1 000 ans, qui met en défaut tout système de protection). Du fait de son exposition marine, la commune est soumise également à un risque d'érosion fort et de submersion marine, due à l'action conjuguée de la montée des eaux par surélévation du plan d’eau lors des tempêtes attaquant la côte et de l’action dynamique de la houle.
Les mouvements de terrains susceptibles de se produire sur la commune sont soit liés au retrait-gonflement des argiles, soit de l'érosion littorale. Une cartographie nationale de l'aléa retrait-gonflement des argiles permet de connaître les sols argileux ou marneux susceptibles vis-à-vis de ce phénomène.
Ces risques naturels sont pris en compte dans l'aménagement du territoire de la commune par le biais d'un plan de prévention des risques inondations.

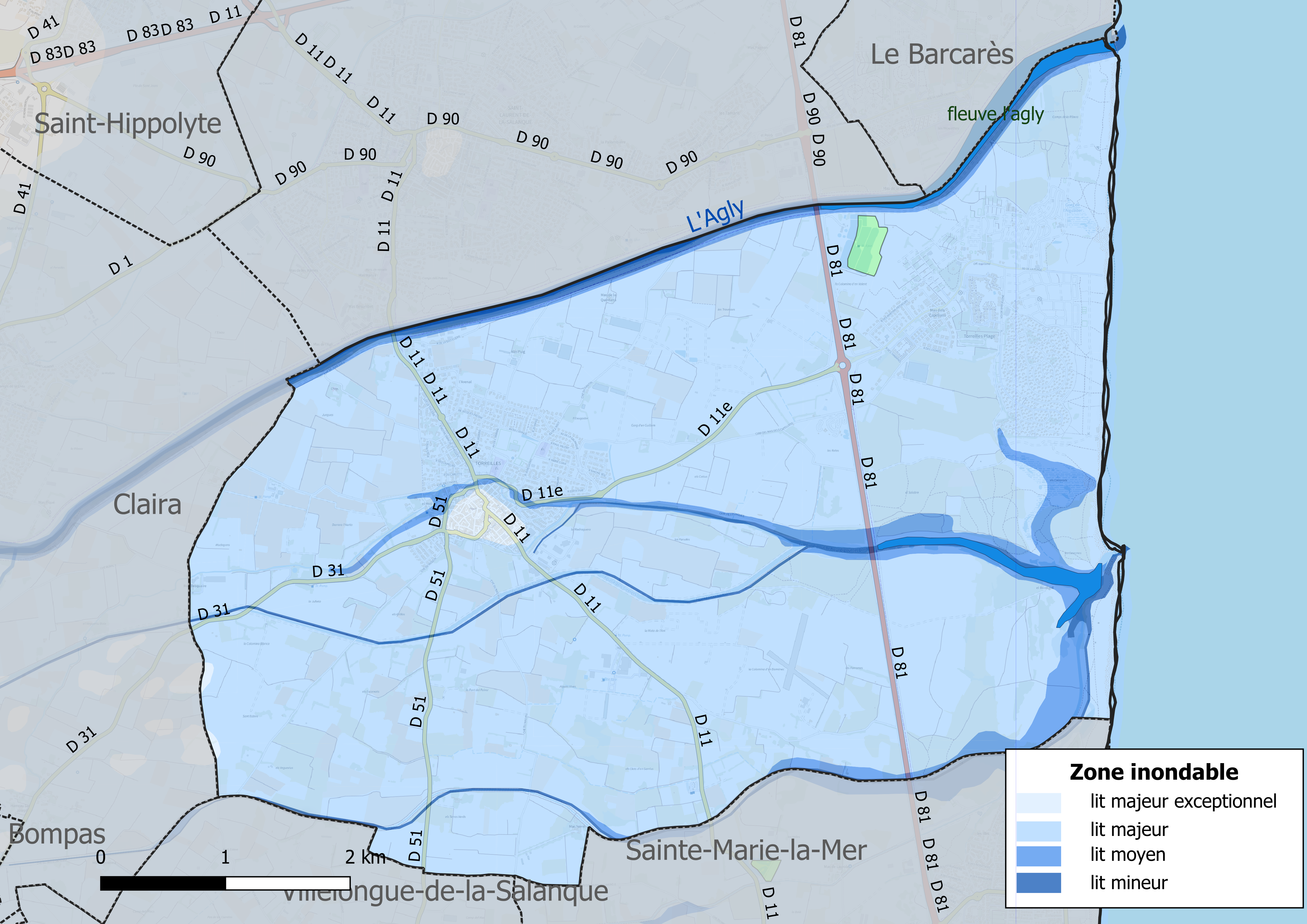
Carte des zones inondables.
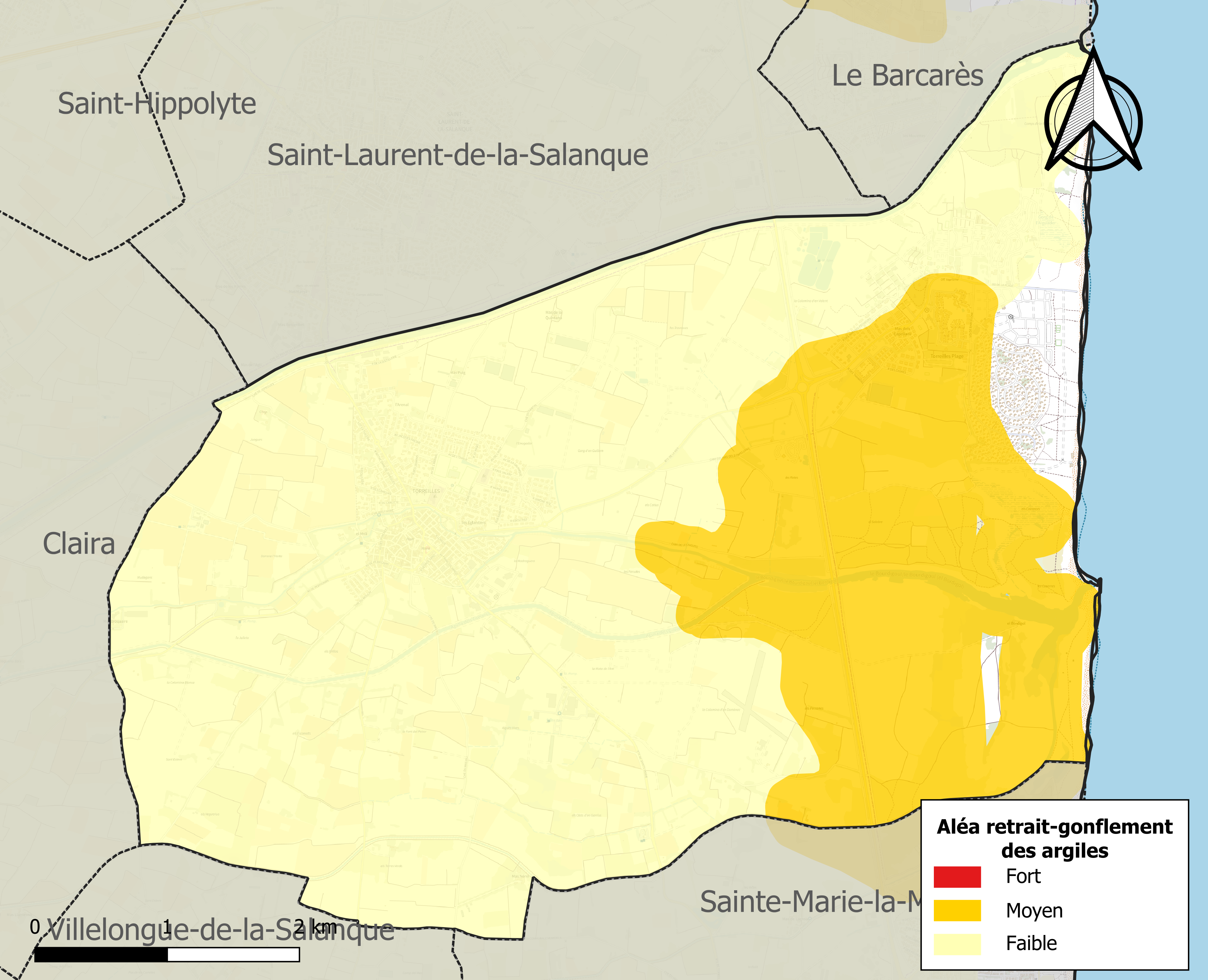
Carte des zones d'aléa retrait-gonflement des argiles.

#### Risques technologiques
Dans le département des Pyrénées-Orientales, on dénombre sept grands barrages susceptibles d’occasionner des dégâts en cas de rupture. La commune fait partie des 66 communes susceptibles d’être touchées par l’onde de submersion consécutive à la rupture d’un de ces barrages, les barrages de Caramany sur l'Agly ou de Vinça sur la Têt.

## Toponymie
Formes du nom
Le nom apparaît dès 956 sous la forme Turrilias. Du Xe au XIIe siècle, cette graphie coexiste avec Torrelias. En 1122, on trouve aussi la forme actuelle en catalan, Torrelles.
De nos jours, en catalan, le nom de la commune est Torrelles de la Salanca.
Étymologie
La Torre désigne bien sûr une tour ou un ouvrage défensif, mais aussi par extension toute maison rurale dotée d'une tour de refuge. Le suffixe latin -ellu (que l'on retrouve aussi dans le nom de Saleilles, à proximité) est un diminutif. Mis au pluriel sous la forme Les Torrelles, le nom peut alors désigner un ensemble de petites fermes équipées de tours défensives ou de refuge.

## Politique et administration

### Liste des maires
| Période                                  | Période   | Identité          | Étiquette             | Qualité             |
| ---------------------------------------- | --------- | ----------------- | --------------------- | ------------------- |
| Les données manquantes sont à compléter. |           |                   |                       |                     |
| 1891                                     | 1908      | Joseph Olive      |                       |                     |
| 1908                                     | 1908      | Bonaventure Vidal |                       |                     |
| 1908                                     | 1909      | Pierre Raynal     |                       |                     |
| 1909                                     | 1919      | Léon Gineste      |                       |                     |
| 1919                                     | 1922      | Jean Blasi        |                       |                     |
| 1922                                     | 1945      | Édouard Olive     |                       |                     |
| 1945                                     | 1945      | Jacques Belmas    |                       |                     |
| 1945                                     | mars 1959 | Joseph Artès      |                       |                     |
| mars 1959                                | mars 1971 | Séraphin Rabat    |                       |                     |
| mars 1971                                | mars 1983 | Lambert Baux      |                       |                     |
| mars 1983                                | mars 2014 | Louis Carles      | DVD puis UMP puis UDI |                     |
| mars 2014                                | En cours  | Marc Médina       | SE                    | Médecin généraliste |

## Population et société

### Démographie ancienne
La population est exprimée en nombre de feux (f) ou d'habitants (H).
| 1365 | 1378 | 1470 | 1515 | 1553 | 1643 | 1709  | 1720  | 1730  |
| ---- | ---- | ---- | ---- | ---- | ---- | ----- | ----- | ----- |
| 68 f | 23 f | 28 f | 25 f | 16 f | 33 f | 117 f | 119 f | 123 f |

| 1755  | 1767  | 1774  | 1789  | 1790  | - | - | - | - |
| ----- | ----- | ----- | ----- | ----- | - | - | - | - |
| 147 f | 780 H | 686 H | 182 f | 950 H | - | - | - | - |

### Démographie contemporaine
L'évolution du nombre d'habitants est connue à travers les recensements de la population effectués dans la commune depuis 1793. Pour les communes de moins de 10 000 habitants, une enquête de recensement portant sur toute la population est réalisée tous les cinq ans, les populations de référence des années intermédiaires étant quant à elles estimées par interpolation ou extrapolation. Pour la commune, le premier recensement exhaustif entrant dans le cadre du nouveau dispositif a été réalisé en 2005.

En 2022, la commune comptait 3 793 habitants, en évolution de −0,65 % par rapport à 2016 (Pyrénées-Orientales : +3,92 %, France hors Mayotte : +2,11 %).
| 1793 | 1800 | 1806  | 1821  | 1831  | 1836  | 1841  | 1846  | 1851  |
| ---- | ---- | ----- | ----- | ----- | ----- | ----- | ----- | ----- |
| 967  | 975  | 1 054 | 1 201 | 1 314 | 1 269 | 1 287 | 1 330 | 1 380 |

| 1856  | 1861  | 1866  | 1872  | 1876  | 1881  | 1886  | 1891  | 1896  |
| ----- | ----- | ----- | ----- | ----- | ----- | ----- | ----- | ----- |
| 1 412 | 1 358 | 1 410 | 1 510 | 1 504 | 1 642 | 1 695 | 1 744 | 1 731 |

| 1901  | 1906  | 1911  | 1921  | 1926  | 1931  | 1936  | 1946  | 1954  |
| ----- | ----- | ----- | ----- | ----- | ----- | ----- | ----- | ----- |
| 1 725 | 1 718 | 1 673 | 1 788 | 1 726 | 1 867 | 1 703 | 1 409 | 1 464 |

| 1962  | 1968  | 1975  | 1982  | 1990  | 1999  | 2005  | 2006  | 2010  |
| ----- | ----- | ----- | ----- | ----- | ----- | ----- | ----- | ----- |
| 1 519 | 1 591 | 1 215 | 1 492 | 1 775 | 2 072 | 2 956 | 3 025 | 3 147 |

| 2015  | 2020  | 2022  | - | - | - | - | - | - |
| ----- | ----- | ----- | - | - | - | - | - | - |
| 3 798 | 3 854 | 3 793 | - | - | - | - | - | - |

| selon la population municipale des années : | 1968 | 1975 | 1982 | 1990 | 1999 | 2006 | 2009 | 2013 |
| Rang de la commune dans le département      | 37   | 47   | 51   | 49   | 47   | 32   | 32   | 31   |
| Nombre de communes du département           | 232  | 217  | 220  | 225  | 226  | 226  | 226  | 226  |

### Enseignement
Torreilles possède une école maternelle (Charles Perrault) et une école primaire (Jules Verne).

### Manifestations culturelles et festivités
- Fête patronale : 7 au 9 janvier[50] ;
- Fête communale : Pentecôte[50].
- Fete Nationale, avec le bal des pompiers, chaque année le 13 juillet au soir[51].
- Festival de chanson Tous yeux tout Torreilles, depuis 1988[52].
- Chaque année depuis 2015, mi-septembre, a lieu le festival Pyrenean Warriors Open Air, lequel accueille différents groupes de heavy metal.
- Chaque année depuis 2002, a lieu le festival Jazz à Juhègues, dans le lieu du même nom, accueillant de nombreux artistes jazz.

### Santé
Torreilles possède un centre médical (médecins, dentistes, nutritionnistes et d'infirmières), un kinésithérapeute et une pharmacie.

### Sports
Torreilles possède une salle des sports, plusieurs terrains de tennis, de basket, de rugby ainsi qu'un skatepark.

## Économie

### Revenus
En 2018, la commune compte 1 798 ménages fiscaux, regroupant 3 889 personnes. La médiane du revenu disponible par unité de consommation est de 20 390 € (19 350 € dans le département). 46 % des ménages fiscaux sont imposés (42,1 % dans le département).

### Emploi
|                | 2008   | 2013   | 2018   |
| -------------- | ------ | ------ | ------ |
| Commune        | 11,1 % | 14 %   | 12 %   |
| Département    | 10,3 % | 12,9 % | 13,3 % |
| France entière | 8,3 %  | 10 %   | 10 %   |

En 2018, la population âgée de 15 à 64 ans s'élève à 2 283 personnes, parmi lesquelles on compte 76 % d'actifs (64 % ayant un emploi et 12 % de chômeurs) et 24 % d'inactifs,. En  2018, le taux de chômage communal (au sens du recensement) des 15-64 ans est inférieur à celui du département, mais supérieur à celui de la France, alors qu'en 2008 il était supérieur à celui du département.
La commune fait partie de la couronne de l'aire d'attraction de Perpignan, du fait qu'au moins 15 % des actifs travaillent dans le pôle,. Elle compte 1 003 emplois en 2018, contre 860 en 2013 et 789 en 2008. Le nombre d'actifs ayant un emploi résidant dans la commune est de 1 481, soit un indicateur de concentration d'emploi de 67,7 % et un taux d'activité parmi les 15 ans ou plus de 55,1 %.
Sur ces 1 481 actifs de 15 ans ou plus ayant un emploi, 316 travaillent dans la commune, soit 21 % des habitants. Pour se rendre au travail, 86,3 % des habitants utilisent un véhicule personnel ou de fonction à quatre roues, 1,4 % les transports en commun, 8 % s'y rendent en deux-roues, à vélo ou à pied et 4,3 % n'ont pas besoin de transport (travail au domicile).

### Activités hors agriculture

#### Secteurs d'activités
423 établissements sont implantés  à Torreilles au 31 décembre 2019. Le tableau ci-dessous en détaille le nombre par secteur d'activité et compare les ratios avec ceux du département,.
| Secteur d'activité                                                                                        | Commune | Commune | Département |
| Secteur d'activité                                                                                        | Nombre  | %       | %           |
| --- | ------- | ------- | ----------- |
| Ensemble                                                                                                  | 423     | 100 %   | (100 %)     |
| Industrie manufacturière, industries extractives et autres                                                | 129     | 30,5 %  | (8,7 %)     |
| Construction                                                                                              | 47      | 11,1 %  | (14,3 %)    |
| Commerce de gros et de détail, transports, hébergement et restauration                                    | 120     | 28,4 %  | (30,5 %)    |
| Information et communication                                                                              | 4       | 0,9 %   | (1,9 %)     |
| Activités financières et d'assurance                                                                      | 6       | 1,4 %   | (3 %)       |
| Activités immobilières                                                                                    | 17      | 4 %     | (6,2 %)     |
| Activités spécialisées, scientifiques et techniques et activités de services administratifs et de soutien | 31      | 7,3 %   | (13 %)      |
| Administration publique, enseignement, santé humaine et action sociale                                    | 32      | 7,6 %   | (13,9 %)    |
| Autres activités de services                                                                              | 37      | 8,7 %   | (8,5 %)     |

Le secteur de l'industrie manufacturière, des industries extractives et autres est prépondérant sur la commune puisqu'il représente 30,5 % du nombre total d'établissements de la commune (129 sur les 423 entreprises implantées  à Torreilles), contre 8,7 % au niveau départemental.

#### Entreprises et commerces
Les cinq entreprises ayant leur siège social sur le territoire communal qui génèrent le plus de chiffre d'affaires en 2020 sont : 
- Florette Food Service France, autre transformation et conservation de légumes (55 716 k€)
- Camtor, terrains de camping et parcs pour caravanes ou véhicules de loisirs (1 698 k€)
- Calypso, terrains de camping et parcs pour caravanes ou véhicules de loisirs (1 119 k€)
- Mexi-Can, restauration traditionnelle (308 k€)
- EURL Alvaro JB, travaux d'installation d'eau et de gaz en tous locaux (266 k€)

La municipalité a soutenu la construction de serres dotées de panneaux photovoltaïques pour une ferme bio combinant maraîchage et élevage de poulets et une pépinière de plantes exotiques. La centrale solaire de 9,6 MW collecte une partie de ses fonds sur la plate-forme de financement participatif Lumo.

### Agriculture
La commune est dans la « plaine du Roussillon », une petite région agricole occupant la bande côtière et une grande partie centrale du département des Pyrénées-Orientales. En 2020, l'orientation technico-économique de l'agriculture  sur la commune est la polyculture et/ou le polyélevage.
|               | 1988  | 2000 | 2010 | 2020 |
| ------------- | ----- | ---- | ---- | ---- |
| Exploitations | 162   | 73   | 29   | 27   |
| SAU (ha)      | 1 030 | 763  | 276  | 549  |

Le nombre d'exploitations agricoles en activité et ayant leur siège dans la commune est passé de 162 lors du recensement agricole de 1988  à 73 en 2000 puis à 29 en 2010 et enfin à 27 en 2020, soit une baisse de 83 % en 32 ans. Le même mouvement est observé à l'échelle du département qui a perdu pendant cette période 73 % de ses exploitations,. La surface agricole utilisée sur la commune a également diminué, passant de 1030 ha en 1988 à 549 ha en 2020. Parallèlement la surface agricole utilisée moyenne par exploitation a augmenté, passant de 6 à 20 ha.

## Culture locale et patrimoine

### Monuments et lieux touristiques
- L'église Saint-Julien-et-Sainte-Basilisse de Torreilles, au cœur du vieux village, était un remarquable édifice roman à trois nefs, avant sa reconstruction quasiment totale au début du XXe siècle. L'édifice est référencé dans la base Mérimée et à l'Inventaire général Région Occitanie[62]. De nombreux objets sont référencés dans la base Palissy (voir les notices liées)[62].
- Église Saint-Pierre de Torreilles.
- Église Sainte-Eugénie de Lebeiano.
- Église Sainte-Marie de Juhègues.
- L'ermitage Notre-Dame de Juhègues est une chapelle d'origine romane, citée dès le XIe siècle et transformée au XVIIe siècle. Un festival de jazz s'y déroule tous les étés depuis 2002[63].
- Un blockhaus situé plage nord, datant de la Seconde Guerre mondiale, est monument historique.

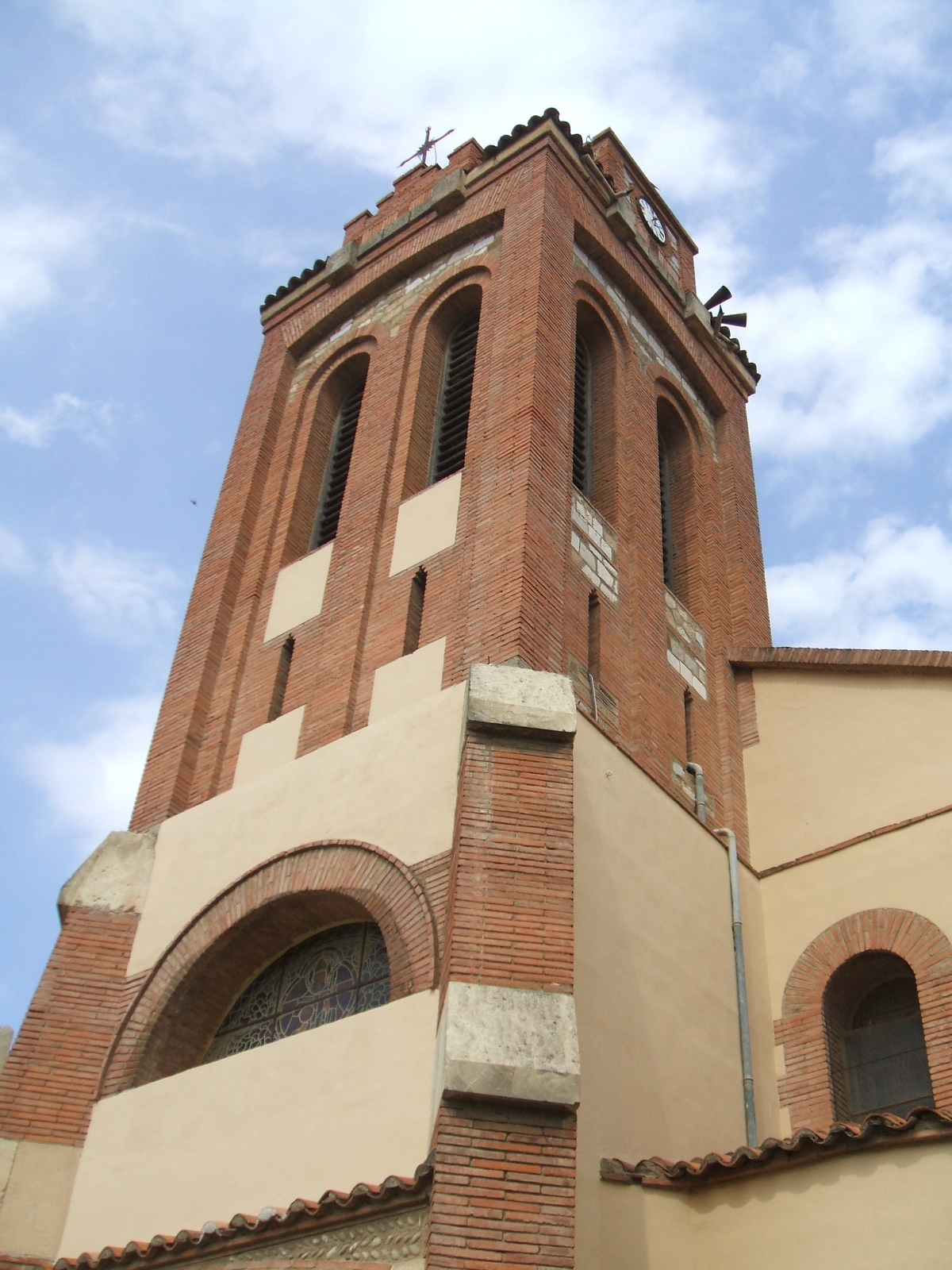
Église Saint-Julien-et-Sainte-Basilisse de Torreilles
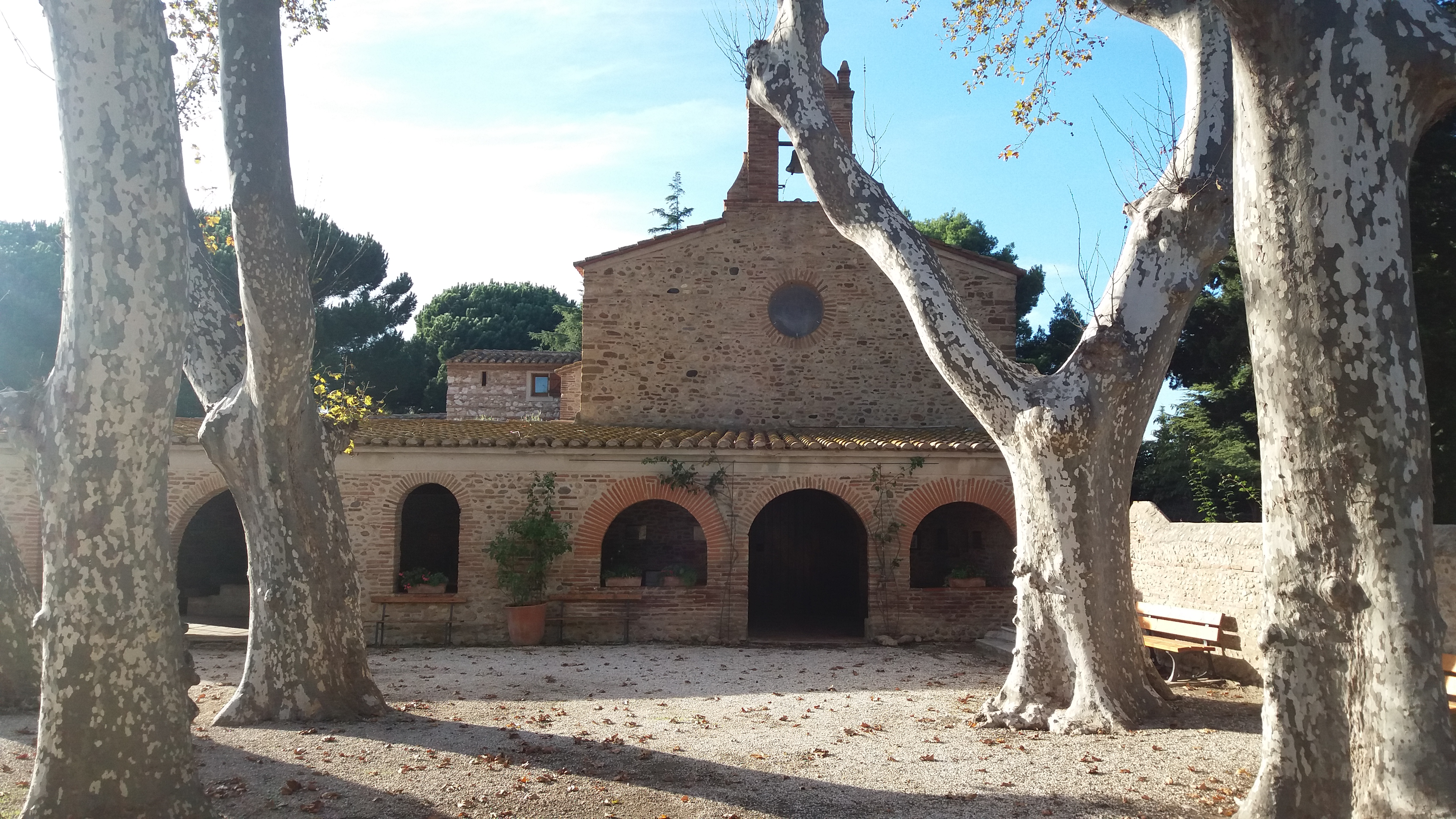
Église Sainte-Marie de Juhègues

### Personnalités liées à la commune
- Joseph Guiter, né à Torreilles (Roussillon) le 24 février 1761 et mort à Paris le 1er juillet 1829, homme politique, membre de la Convention, député au Conseil des Cinq-Cents, au Corps législatif de l'an VIII à l'an XI et représentant à la Chambre des Cent-Jours.
- Louis Blasi (1891-1944) : résistant français né à Torreilles et fusillé par les Allemands le 17 août 1944 à Sainte-Radegonde, Aveyron. Il a donné son nom à la place principale de Torreilles, la Place Louis Blasi ;
- Joseph Sayrou (1898-1974) : joueur français de rugby à XV mort à Torreilles, a donné son nom au stade municipal de Torreilles ;
- Lucie Brunet (1990-) : plus connue sous le nom de Luce, elle a été révélée au public par l'émission de télévision française Nouvelle Star, dont elle a remporté la huitième édition le 16 juin 2010.

### Héraldique
| Blason de Torreilles | Blason  | D’or aux trois tours d’azur maçonnées de sable, ouvertes et ajourées du champ. |
| Blason de Torreilles | Détails | Le statut officiel du blason reste à déterminer.                               |